# Centre pénitentiaire d'Aiton
Le centre pénitentiaire d'Aiton est une prison française située dans le département de la Savoie en région Auvergne-Rhône-Alpes. Ce centre pénitentiaire peut accueillir jusqu'à 430 détenus.

## Historique
Réceptionné en 1991, le site est mis à disposition du comité d'organisation des Jeux Olympiques d’hiver d’Albertville en 1992.
Le quartier maison d'arrêt accueille les premiers détenus en 1993 et le quartier centre de détention en 1995.
En février 2025, trois agents pénitentiaires travaillant ou ayant exercé au sein du centre pénitentiaire, ainsi que deux fonctionnaires de police de la région parisienne sont mis en examen. Certains sont ensuite écroués. Ces agents sont accusés d’appartenir à un vaste réseau, qui combine corruption, trafic de drogue et milieu carcéral.